# Stenandrium heterotrichum
Stenandrium heterotrichum är en akantusväxtart som beskrevs av A. Borhidi. Stenandrium heterotrichum ingår i släktet Stenandrium och familjen akantusväxter. Inga underarter finns listade i Catalogue of Life.